# Урология

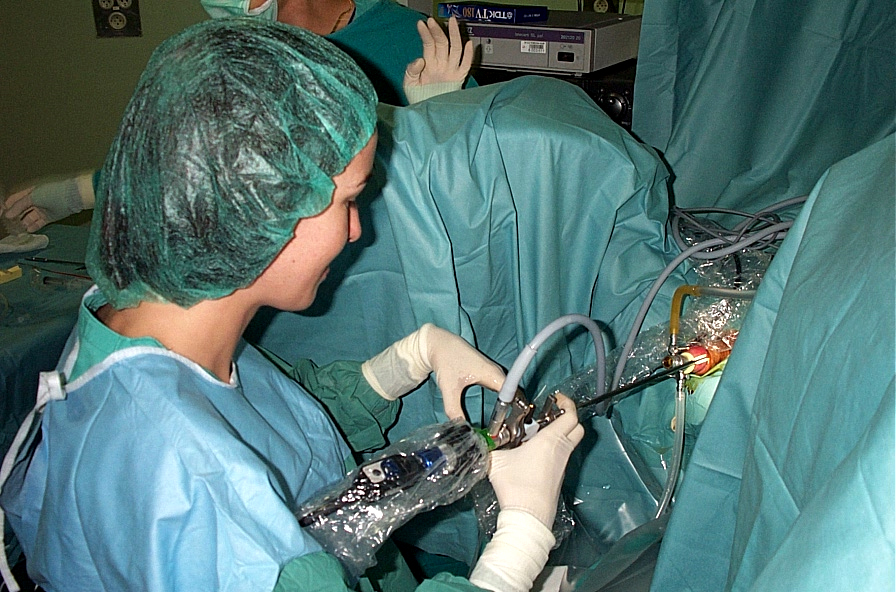
Уролог, выполняющий трансуретральную резекцию

Уроло́гия (от др.-греч. οὖρον — «моча» + др.-греч. λόγος — «учение, наука») — область клинической медицины, изучающая этиологию, патогенез, диагностику заболеваний органов мочевой системы, половой системы и других патологических процессов в забрюшинном пространстве и разрабатывающая методы их лечения и профилактики.
Урология — хирургическая дисциплина, ветвь хирургии. Поэтому, в отличие от нефрологии, урология занимается в основном вопросами хирургического лечения заболеваний вышеперечисленных органов и систем.

## История
Уже во времена Гиппократа (VI век до н. э. — V век до н. э.) существовали «камнесеки» — люди, умеющие удалять камни из мочевого пузыря промежностным доступом. В «Каноне врачебной науки» Авиценны подробно описана техника операции удаления камней из мочевого пузыря, им же разработана техника катетеризации мочевого пузыря.
Основателем урологии как отдельной медицинской дисциплины некоторые историки считают Франсиско Диаса; его монография, изданная в Мадриде в 1588 году, полностью посвящена причинам возникновения, клинике, диагностике, лечению урологических заболеваний, технике урологических операций, описанию урологического инструментария.
В России выдающимся «камнесеком» был И. П. Венедиктов, живший во второй половине XVIII века, выполнивший в течение жизни более 3000 камнесечений (при послеоперационной летальности около 4 %). Первой русской монографией по урологии считается диссертация Х. И. Цубера «О болезнях мочевого пузыря» (1771).
Первое в мире специализированное урологическое отделение было открыто в Париже в 1830 году, заведующим которого стал Жан Сивиаль, впервые предложивший цистолитотрипсию. В Российской империи первое урологическое отделение было открыто Т. И. Вдовиковским в Одессе.
Первая в России эпицистолитотомия выполнена в 1823 году К. И. Грум-Гржимайло, первая цистолитотрипсия — в 1830 году А. И. Полем (по методике Жана Сивиаля). Развитие отечественной урологии неразрывно связано с именами И. В. Буяльского, А. М. Шумлянского, Н. И. Пирогова, Ф. И. Иноземцева.

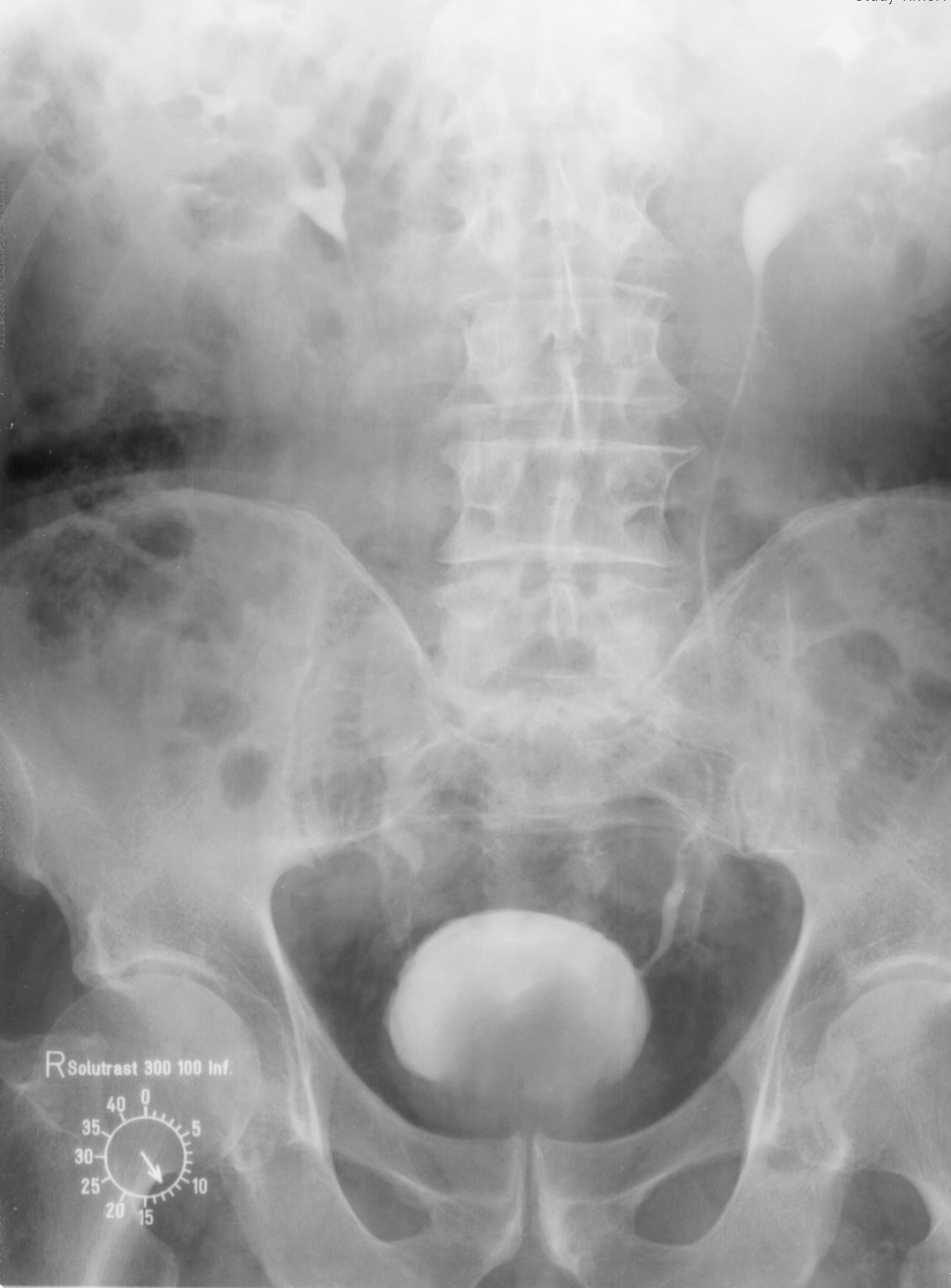
Экскреторная урограмма (на снимке видно рентгенконтрастное вещество, введённое внутривенно, выделяемое почками и накапливающееся в мочевом пузыре)

В 1877 году Максимилиан Нитце предложил первую в мире модель цистоскопа; он же, продолжая совершенствовать своё изобретение, создал различные варианты цистоскопа (смотровой, ирригационный, эвакуационный, операционный). В 1893 году им была сделана первая в мире цистоскопическая фотография, а в 1894 году — опубликован первый в мире цистофотографический атлас. В 1897 году кубинец Иоахим Альбарран усовершенствовал цистоскоп специальным приспособлением (так называемый «подъёмник Альбаррана»), которое сделало возможной катетеризацию мочеточников.
После открытия в 1895 году Вильгельмом Рентгеном рентгеновского излучения возникает рентгенология, превращающаяся позднее в раздел радиологии. Первое применение рентгенологии в урологической диагностике относится к 1927 году, когда контрастное вещество через катетер было введено в мочевой пузырь и почечную лоханку пациента, после чего была получена первая цистограмма и пиелограмма с изображением органов мочевыделительной системы.
В 1907 году в Париже создана Международная ассоциация урологов, в 1908 году там же состоялся 1-й Международный конгресс урологов.
В России урология начала выделяться в самостоятельную науку по инициативе С. П. Фёдорова в 1904 году, в 1923 году вышло постановление правительства об открытии кафедр урологии в ведущих медицинских вузах страны. В 1923 году в России был учреждён журнал «Урология». В январе 1924 года на базе Первой Городской клинической больницы имени Н. И. Пирогова профессор Н. Ф. Лежнёв основал клинику урологии на базе городского отделения. В 1926 году в Москве состоялся 1-й Всероссийский съезд урологов. С 1929 года в СССР стала применяться экскреторная урография, с 1956 года — гемодиализ, с 1958 года — трансфеморальная почечная ангиография, с 1965 года — пересадка почки.

## Разделы урологии
Урологию можно разделить на несколько более мелких отраслей медицины, каждая из которых имеет более узкую направленность.

### Андрология
Андрология специализируется на изучении и лечении мужских половых органов, а также занимается проблемами развития половых органов мужчин. Это могут быть как врождённые проблемы (например, фимоз у детей), так и воспалительные процессы (простатит, уретрит, цистит) и опухоли.

### Урогинекология
Урогинекология — это наука о связи между урологическими и гинекологическими заболеваниями. Есть целый ряд заболеваний, которые можно отнести как к области урологии, так и к гинекологии (например, цистит, уретрит у женщин, дисбиоз влагалища).

### Детская урология
Детская урология занимается лечением заболеваний и пороков развития мочеполовой системы у детей.
Приказом Минздрава РФ от 12 августа 2003 г. № 404 утверждено «Положение об организации деятельности врача — детского уролога-андролога».

### Гериатрическая урология
Данный раздел урологии специализируется на лечении проблем мочеполовой сферы у пожилых пациентов. С возрастом во всём организме происходят изменения, ухудшаются многие его функции, в том числе и защитные. Это не может не сказаться на восприимчивости к инфекционным урологическим заболеваниям, к примеру, уретрит (воспаление мочеиспускательного канала). Женщины в пожилом возрасте могут страдать недержанием мочи, которое может быть вызвано низким тонусом мышц органов малого таза после родов или постоянной физической нагрузки.
Важной особенностью гериатрической урологии является то, что оперативное вмешательство значительно опаснее по своим последствиям.

### Фтизиоурология
Этот раздел урологии посвящён лечению туберкулёза органов мочеполовой системы (почек, мочевыводящих путей, половых органов).

### Онкоурология
Онкоурология — область медицины, изучающая злокачественные новообразования органов мочеполовой сферы, причины  их возникновения и патогенез; занимается также разработкой методов диагностики, профилактики и лечения данных заболеваний. Лежит на стыке собственно урологии и онкологии. Врачи-онкоурологи лечат рак почки, рак мочевого пузыря, рак простаты, опухоли яичек и опухоли полового члена; на долю этих заболеваний приходится значительная часть заболеваний урологического характера. Ведущий метод лечения онкоурологических заболеваний — хирургический, но применяются также химиотерапия, лучевая терапия, гормональная терапия, иммунотерапия и таргетная терапия.

### Неотложная урология
Неотложная урология специализируется на оказании экстренной медицинской помощи при появлении таких синдромов, как почечная колика, выраженная гематурия, анурия, острая задержка мочи.